# Црква Циранавор
Црква Пресвете Богородице у Авану (јерм. Ավանի Սուրբ Աստվածածին Կաթողիկե Եկեղեցի; Avani Surb Astvatsatsin Kat'oghike Yekeghets'i), такође позната и као црква у Авану, саборна црква у Авану, Аванска црква или црква Циранавор, касније преименована у црква Светог Ованеса, стара је црква из 6. века смештена у округу Аван у Јеревану, главном граду Јерменије. Представља најстарију очувану цркву на простору града Јеревана, а данас се могу видети само њени остаци, тачније део некадашње цркве.

## Историја
Црква је изграђена крајем 6. века, између 591. и 602. године. Изградња цркве започета је убрзо након завршетка дугог Византијско-персијског рата (572—591), који је резултирао ширењем директог утицаја Византијског царства на просторе западних региона Јерменије све до Авана. Како би ојачао политичку контролу над новоосвојеним регионима, цар Маврикије (582—602) одлучио је да подржи прохалкидонску фракцију Јерменске апостолске цркве. Године 593. сазван је регионални савет западнојерменских епископа у Теодосиполису и проглашена је лојалност халкедонском веровању. Савет је за католикоса халкедонских Јермена одабрао Јована (Ованеса, Јованеса) Багарског. С обзиром да је његов ривал, католикос свих Јермена, проперсијски католикос Мојсије II (574—604) био је смештен у Двину, новоизабрани провизантијски католикос Јован одлучио је да своје седиште смести у Аван који је контролисало Византијско царство.
Нови комплекс у Авану састојао се из саборне цркве и још неколико других грађевина. Са северне стране, приљубљени цркви, налазе се темељи резиденције католикоса, за коју се сматра да је изграђена пре саме цркве, у периоду 581—582. године. Према седмовековном јерменском историчару Себеосу, обе грађевине су изграђене под католикосовим надзором, а за цркву се верује да је посвећена апостолима. Године 602. персијски краљ Хорзоје II окупирао је Аван, елиминисао аванског католикоса и претворио комплекс у манастир.

## Архитектура
Саборна црква, која ће касније бити преименована у цркву Светог Ованеса, била је изграђена на основама претходних грађевина, што потврђују бројни украшени каменови пронађени током ископавања претежно на западној страни зграде. Данашњи остаци цркве налазе се на двостепеној платформи, док сводови, куполе и кров цркве недостају, као и делови горњих зидова. Архитектонски историчар Торос Тораманијан наводи да је садашња црква без крова некада имала пет купола — једну велику у центру грађевине и четири мање куполе на сваком углу цркве, изнад кружних одаја на угловима. Ако се ова тврдња испостави као тачна, Аван би био прво место у којој је нађена црква са пет купола из тог периода. Црква је у основи четвороугаона са октагоналним центром изнад кога је оригинално била купола. Постоје четири полукружне апсиде и четири трочетвртинске кружне дијагоналне нише које воде до кружних одаја на угловима цркве. Кружни облик бочних капела даје црвки јединствени изглед.
Предња, западна, фасада има дуге натписе са обе стране улаза на горњој трећини зграде, а такође се и на надвратници изнад улазних врата налази краћи натпис. Име „Јохан” може се наћи написано на једном од натписа, и вероватно представља ранији облик имена Ованес, али научници нису нашли никакву везу између овог имена и католикоса. Низак закривљени улаз води у цркву са западног зида и окружен је украшеним трочетвртинским стубовима, прекривеним капителима и лунетама. Као греда изнад главног олтара коришћен је вишапакар, врста менхира карактеристичног за јерменско подручје. На северном зиду цркве се налазе још једна врата за која се сматра да су изграђена касније, након што је црква изграђена, како би водила до резиденције католикоса. Поред претходно наведених разлога, црква Светог Ованеса је архитектонски значајна зато што се сматра прототипом цркве Свете Хрипсиме изграђене касније 618. године. Конзервациони радови на цркви обављени су у периоду 1940—1941. године, затим 1956—1966, као и 1968. године.

## Галерија
- Црква Циранавор
- Поглед са стране на цркву Циранавор
- Поглед на један од зидова цркве
- Западна фасада цркве Пресвете Богородице
- Западна фасада цркве са очуваним хачкарима на земљи
- Натписи пронађени на унутрашњој страни западног зида цркве (лево од врата)
- Натписи пронађени на унутрашњој страни западног зида цркве (десно од врата)
- Кратак натпис на надвратници улазних врата
- Вишапакар који је био коришћен као унутрашња греда
- Унутрашњи остаци цркве Светог Ованес
- Хачкари који се налазе испред западног зида
- Плоча на зиду цркве
- Један од сачуваних хачкара